# NGC 965
NGC 965 é uma galáxia espiral (Sc) localizada na direcção da constelação de Cetus. Possui uma declinação de -18° 38' 25" e uma ascensão recta de 2 horas, 32 minutos e 25,1 segundos.
A galáxia NGC 965 foi descoberta em 1886 por Ormond Stone.